# Buczy Emil
Buczy Emil (Kolozsvár, 1782. május 16. – Kolozsvár, 1839. október 28.) magyar költő, piarista rendi tanár, gyulafehérvári kanonok.

## Élete
A gimnáziumot szülővárosában a piaristáknál végezte; 1799-ben Kassára ment filozófiát hallgatni; 1801-ben tért vissza Kolozsvárra, ahol két évig jogot tanult. Utóbb megváltoztatta szándékát, belépett a piarista rendbe lépett, és Horányi Elek vezetésével a görög nyelvvel és irodalommal foglalkozott. Két évig tanár volt a kolozsvári s besztercei gimnáziumokban. 1805-ben elhagyta a szerzetesrendet, és Bécsbe ment a teológiára; misés pappá szentelték és visszatérte után Szebenben az ékesszólást tanította.
1816-ban gyengélkedése miatt megvált a tanári széktől és Kornis Ignác, majd Haller János grófi házaknál nevelő volt 1821. húsvétig. Ezután a gyulafehérvári papnevelőben tanította az erkölcstant és lelkipásztorkodást és tanítványai számára latin pedagógiát írt. 1829-től ő volt a Batthyáneum könyvtárosa; 1833-ban Kovács Miklós püspök Bécsbe küldte, hogy a csillagászatban bővebb ismereteket szerezzen. Visszajötte után a gyulafehérvári csillagász-torony őre, majd kanonok lett.
A Magyar Tudományos Akadémia 1832. március 9-én levelező tagjává választotta; a jénai ásványtani társaságnak is tagja volt. Kazinczytól 1805. március 30-án kapta az első levelet, mely válasz volt a hozzá küldött Csokonait dicsőítő ódára. Ekkor kezdett verselgetni; bizalmas levelezésben állott Döbrentei Gáborral és korának egyéb kiváló férfiaival; ő volt az Erdélyi Múzeum című folyóirat egyik alapítója, támogatója.
1814–1818 között itt közölte szerelmes verseit Y jeggyel és egyéb költeményeit és értekezéseket neve alatt; a Felső-Magyarországi Minervában 1828-ban jelent meg A lyrika poesis okai s a lyrikusok című értekezése.
Mint költő, klasszikai mértékű ódáival és nyugati formájú dalaival a Kazinczy iskolájához tartozik, ez iskola másodrangú költői közé; van tehetsége, még inkább ízlése, de egészében jelentékeny. Többet hatott esztétikai készültségével, mind értekezéseiben, mind élőszóban; és esztétikai tudományának egyik meghonosítója volt nálunk, s az irodalmi ízlésben is egyik elismert tekintély.

## Művei
- Dugonicshoz, a tudomány és nemzeti nyelv boldogságának talpkövei. Kolozsvár, 1805
- Nagyméltóságú Maros-Némethi gróf Gyulay Ignácz Horváth Sclavonia és Dalmatia országok bánja tiszteletére. Kolozsvár, 1806 (költemény)